# Total Drama (sæson 5)
Total Drama Sæson 5 er femte sæson af det animerede realityshow Total Drama. Første del af sæsonen har navnet Total Drama All-Stars, mens anden del kaldes Total Drama: Pahkitew Island. Hver del består af 13 afsnit.

## Total Drama All-Stars
Første del af femte sæson foregår et år efter den tidligere sæson, Total Drama Revenge of the Island, hvor værten "Chris" blev anholdt for at smide giftige kemikalier ud i naturen.

### Deltagere
Deltagerne er blevet valgt som de mest elskede og hadede deltagere i løbet af de fire andre sæsoner. 
Deltagerne er Den smukke Lindsay, den selvoptaget Lynet, den stærke Jo, computernørden Sam, den dominerende Heather, stalkeren Sierra, den kriminelle Duncan, den overbeskyttet Cameron, lejrskole-vejlederen Courtney, den beskidte Scott, goth-pigen Gwen, den kærlighedselskende Zoey og multipersonligheds forstyrret Mike. Og så vender Alejandro tilbage, efter at han blev brændt i lava i Total Drama World Tour.
| 14 | Lindsay   | Heroiske Hamstre   | Startede Afsnit 1 | Elimineret Afsnit 1   | Hold      |
| 13 | Lynet     | Skurkagtige Gribbe | Startede Afsnit 1 | Elimineret Afsnit 2   | Hold      |
| 12 | Jo        | Skurkagtige Gribbe | Startede Afsnit 1 | Elimineret Afsnit 3   | Hold      |
| 11 | Sam       | Heroiske Hamstre   | Startede Afsnit 1 | Elimineret Afsnit 4   | Hold      |
| 10 | Heather   | Skurkagtige Gribbe | Startede Afsnit 1 | Elimineret Afsnit 6   | Hold      |
| 9  | Sierra    | Heroiske Hamstre   | Startede Afsnit 1 | Elimineret Afsnit 7   | Hold      |
| 8  | Duncan    | Skurkagtige Gribbe | Startede Afsnit 1 | Elimineret Afsnit 8   | Sammensat |
| 7  | Cameron   | Skurkagtige Gribbe | Startede Afsnit 1 | Elimineret Afsnit 9   | Sammensat |
| 6  | Alejandro | Skurkagtige Gribbe | Startede Afsnit 1 | Elimineret Afsnit 10  | Sammensat |
| 5  | Courtney  | Skurkagtige Gribbe | Startede Afsnit 1 | Elimineret Afsnit 11  | Sammensat |
| 4  | Gwen      | Skurkagtige Gribbe | Startede Afsnit 1 | Elimineret Afsnit 12  | Sammensat |
| 3  | Scott     | Skurkagtige Gribbe | Startede Afsnit 1 | Elimineret Afsnit 12  | Sammensat |
| 2  | Mike      | Heroiske Hamstre   | Startede Afsnit 1 | Anden Plads Afsnit 13 | Sammensat |
| 1  | Zoey      | Heroiske Hamstre   | Startede Afsnit 1 | Vinder Afsnit 13      | Sammensat |

## Danske stemmer
- Simon Nøiers som Cameron
- Thomas Magnussen som Scott
- Trine Glud som Zoey
- Malene Tabart som Gwen
- Øvrige Stemmer: Sara Ekander Poulsen

## Dansk version
- Studie: Dubberman

## Total Drama: Pahkitew Island
Total Drama: Pahkitew Island er anden del af Total Dramas femte sæson. Her skal 14 nye deltagere, igen kæmpe om 1 million dollars. Denne gang med en ny ø. Hver episode bliver en ny deltager stemt ud. Derefter bliver de skudt ud af en kanon.

### Deltagerne
| Navn     | Ankom | Sendt hjem |
| -------- | ----- | ---------- |
| Shawn    | Ep 1  | VINDER     |
| Sky      | Ep 1  | Finalen    |
| Sugar    | Ep 1  | Ep 12      |
| Jasmine  | Ep 1  | Ep 11      |
| Max      | Ep 1  | Ep 10      |
| Scarlett | Ep 1  | Ep 10      |
| Dave     | Ep 1  | Ep 9       |
| Topher   | Ep 1  | Ep 8       |
| Ella     | Ep 1  | Ep 6       |
| Samey    | Ep 1  | Ep 5       |
| Amy      | Ep 1  | Ep 5       |
| Rodney   | Ep 1  | Ep 3       |
| Leonard  | Ep 1  | Ep 2       |
| Beardo   | Ep 1  | Ep 1       |

## Danske stemmer
- Silan Maria Budak Rasch som Amy
- Niclas Mortensen som Leonard
- Estrid Ebba Böttiger som Jasmine
- Christian Vincent Jung som Rodney
- Øvrige Stemmer: Sara Ekander Poulsen

## Dansk version
- Studie: Dubberman